# Cryptodrassus
Cryptodrassus is een geslacht van spinnen uit de familie bodemjachtspinnen (Gnaphosidae).

## Soorten
De volgende soorten zijn bij het geslacht ingedeeld:
- Cryptodrassus creticus Chatzaki, 2002
- Cryptodrassus hungaricus (Balogh, 1935)